# Sandra Ygueravide
Sandra Ygueravide, née le 28 décembre 1984, est une joueuse espagnole de basket-ball.

## Biographie
Ancienne joueuse d'Hondarribia-Irún, d'Estudiantes, de Burgos et de Salamanque, elle signe en 2012-213 pour le club turc d'Edremit Belediyespor (14,8 points par rencontre), mais pour cause de retard de salaire, elle signe fin février au club français du Pays d'Aix pour suppléer la blessure de la Canadienne Shona Thorburn.
Pour sa première rencontre avec Aix, elle cumule 20 points (7/13 aux tirs), 3 rebonds, 8 passes décisives et 2 interceptions en 47 minutes et inscrit lors de la seconde prolongation le panier de la victoire 90 à 91 face au club rival de Toulouse dans une rencontre importante pour le maintien en LFB.
De retour en Turquie avec Botaş Spor, ses statistiques sont de 11,5 points, 3,4 rebonds, 4,0 passes décisives et 3,0 pertes de ballons en championnat et 11,5 points, 3,5 rebonds et 3,4 passes décisives en Eurocoupe, elle rejoint à l'été 2014 un autre club turc Hatay Belediye mais termine la saison à Mersin BSB pour des statistiques cumulées sous les deux maillots de 8,8 points, 1,8 rebond et 2,7 passes décisives. Elle s'engage fin août 2015 pour le promu espagnol Cref Hola.
Après avoir été en Hongrie avec Uni Gyor et disputé l'EuroCoupe (12,4 points, 4,6 passes décisives et 3,2 rebonds pour 12,8 d'évaluation en 5 rencontres), elle effectue son retour en France pour la saison 2020-2021 à Villeneuve-d'Ascq.

## Clubs
| Saisons   | Équipe                        | Pays    |
|           | Hondarribia-Irún              | Espagne |
| 2012-2013 | Edremit Belediye              | Turquie |
| 2013-2013 | Pays d'Aix Basket 13          | France  |
| 2013-2014 | Botaş Spor Kulübü             | Turquie |
| 2014-2015 | Hatay Belediye                | Turquie |
| 2014-2015 | Mersin BSB                    | Turquie |
| 2015-2016 | Cref Hola                     | Espagne |
| 2019-2020 | Uni Gyor                      | Hongrie |
| 2020-     | ESB Villeneuve-d'Ascq - Lille | France  |